# قائمة فوربس للمليارديرات في 2013
هذه قائمة فوربس للمليارديرات 2013 منشورة من قبل مجلة فوربس الأمريكية لسنة 2013، و هذه المجلة تجمع مليارديرات الأرض، بإستثناء أفراد العائلات المالكة (إلا إذا كانت مصادر أموالهم خاصة)، و تصنف أموالهم بالمليار دولار أمريكي.

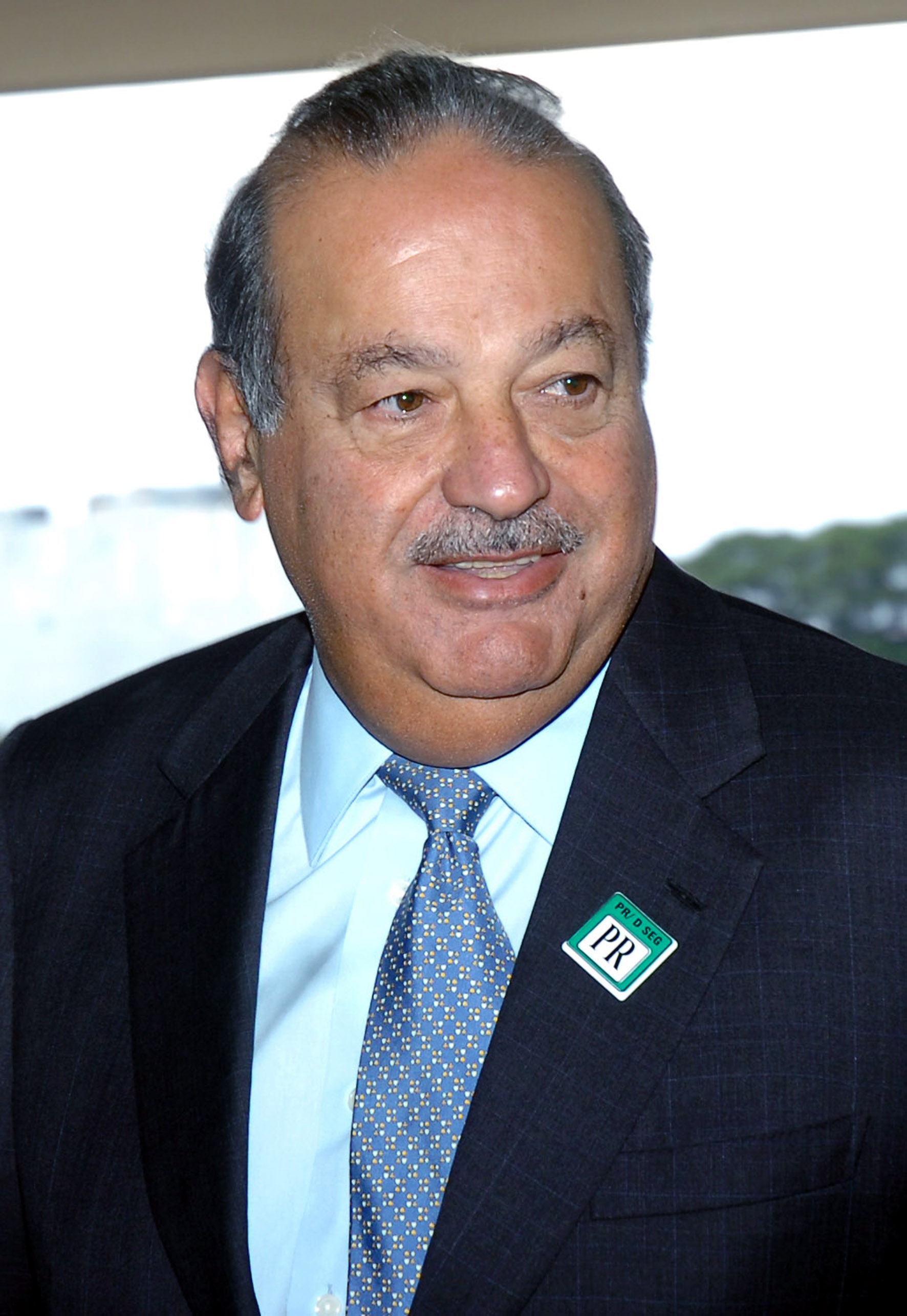
1) كارلوس سليم
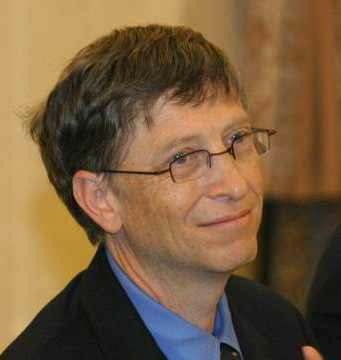
2) بيل غيتس
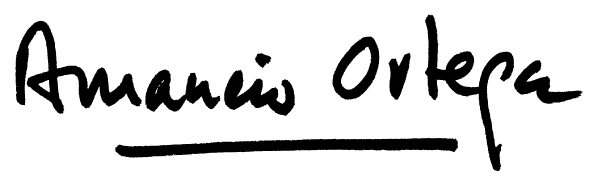
3) أمانسيو أورتيجا جاونا
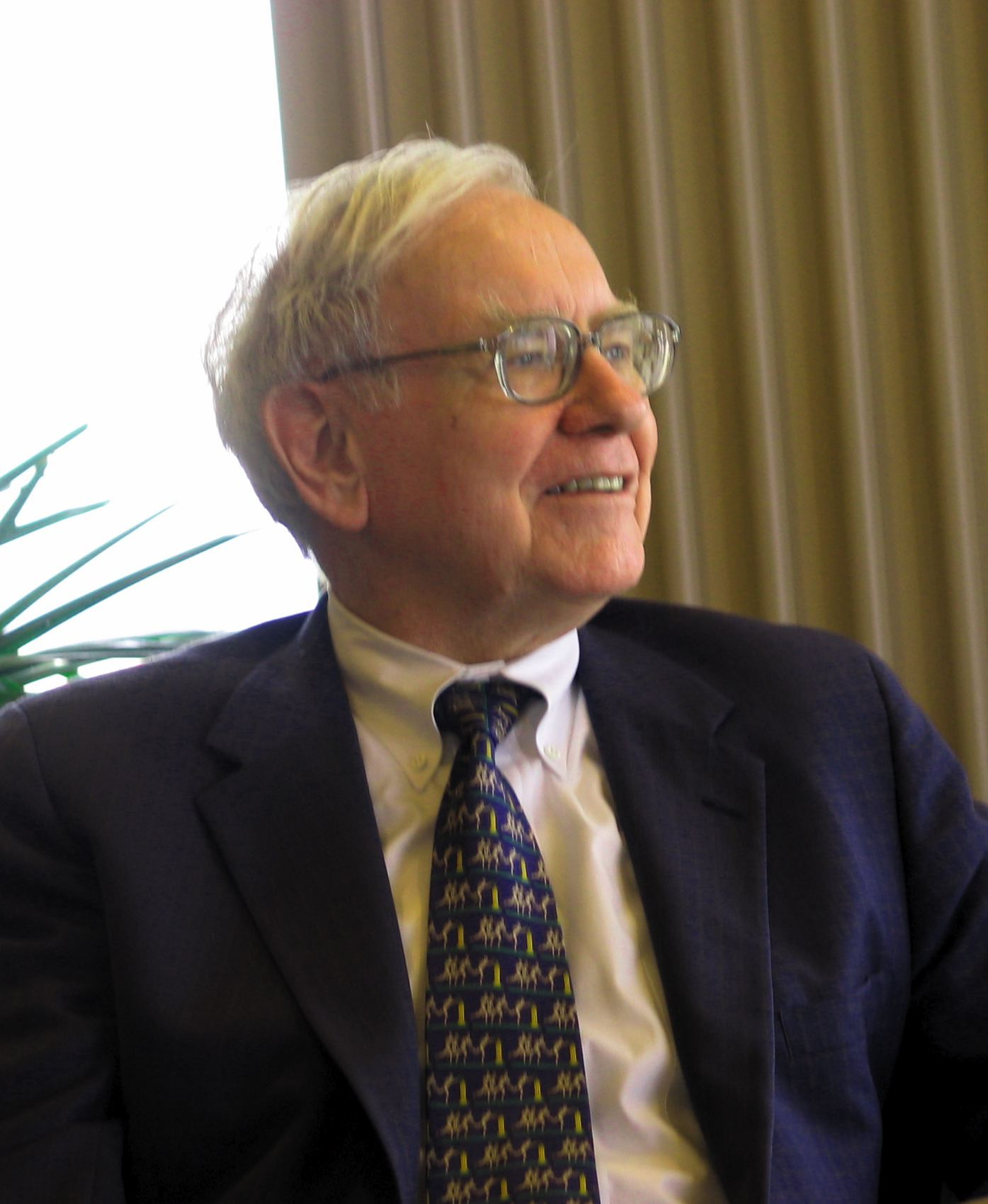
4) وارن بافت

| أيقونة | الوصف                       |
| ------ | --------------------------- |
|        | لا تغييرات مقارنة بسنة 2012 |
| ▲      | تقدم مقارنة بسنة 2012       |
| ▼      | إنخفاض مقارنة بسنة 2012     |

## قائمة المليارديرات
| الترتيب | الاسم                 | القيمة الصافية (دولار أمريكي) | العمر | الجنسية          | مصادر الثروة                     |
| ------- | --------------------- | ----------------------------- | ----- | ---------------- | -------------------------------- |
| 1       | كارلوس سليم           | 73.0 مليار دولار أمريكي ▲     | 73    | المكسيك          | تلمكس، أمريكا موفيل، جروبو كارسو |
| 2       | بيل غيتس              | 67.0 مليار دولار أمريكي ▲     | 57    | الولايات المتحدة | مايكروسوفت                       |
| 3 ▲     | أمانسيو أورتيجا جاونا | 57.0 مليار دولار أمريكي ▲     | 76    | إسبانيا          | مجموعة إنديتكس                   |
| 4 ▼     | وارن بافت             | 53.5 مليار دولار أمريكي ▲     | 82    | الولايات المتحدة | بيركشير هاثاواي                  |
| 5 ▲     | لاري إليسون           | 43.0 مليار دولار أمريكي ▲     | 68    | الولايات المتحدة | أوراكل                           |
| 6 ▲     | تشارلز كوتش           | 34.0 مليار دولار أمريكي ▲     | 77    | الولايات المتحدة | صناعات كوتش                      |
| 7 ▲     | ديفيد كوتش            | 34.0 مليار دولار أمريكي ▲     | 72    | الولايات المتحدة | صناعات كوتش                      |
| 8 ▲     | لي كا شينج            | 31.0 مليار دولار أمريكي ▲     | 84    | هونغ كونغ/ كندا  | تشيونغ كونغ القابضة              |
| 9 ▲     | ليليان بيتنكور        | 30.0 مليار دولار أمريكي ▲     | 90    | فرنسا            | لوريال                           |
| 10 ▼    | برنارد أرنولت         | 29.0 مليار دولار أمريكي ▼     | 63    | فرنسا            | إل في إم إتش                     |

## مقالات ذات صلة
- قائمة رؤساء الدول والحكومات حسب الثروة الإجمالية

## روابط خارجية
- (en) القائمة الكاملة على الموقع الرسمي فوربس